# Mouse Island
Mouse Island is een buurt van de gemeente Channel-Port aux Basques in de Canadese provincie Newfoundland en Labrador. De plaats bevindt zich aan de zuidwestkust van Newfoundland en was van 1959 tot 1964 een zelfstandige gemeente.

## Geschiedenis
Tussen 1951 en 1956 groeide de bevolkingsomvang van de plaats van 368 naar 553 inwoners. In 1959 erkende het provinciebestuur Mouse Island als een gemeente met het statuut van local government community. In 1961 woonden er 507 mensen.
De gemeente bestond slechts kortstondig daar ze reeds in 1964 geannexeerd werd door de buurgemeente Channel-Port aux Basques.

## Geografie
Mouse Island ligt aan de oevers van de Straat Cabot, de zeestraat tussen de Saint Lawrencebaai en de Atlantische Oceaan. De plaats is in het oosten volledig vergroeid met het dorp Channel en ligt anderhalve kilometer ten zuidoosten van het eveneens tot de gemeente behorende dorp Grand Bay East. Net ten zuiden van het dorp ligt een klein eilandje waaraan het haar naam dankt.